# Notiobiella hargreavesi
Notiobiella hargreavesi är en insektsart som beskrevs av Douglas E. Kimmins 1936. Notiobiella hargreavesi ingår i släktet Notiobiella och familjen florsländor. Inga underarter finns listade i Catalogue of Life.